# William B. Kaplan
William „Bill“ B. Kaplan (* vor 1972) ist ein US-amerikanischer Tontechniker, Schauspieler und Kameramann, der unter anderem sieben Mal für den Oscar für den besten Ton nominiert war.

## Leben

### 1970er, 1980er und 1990er Jahre
Kaplan begann seine Laufbahn als Tontechniker in der Filmwirtschaft Hollywoods 1972 bei dem Filmdrama Prison Girls von Tom De Simone mit Jacqueline Giroux, Annik Borel und Tracy Handfuss und arbeitete bis heute an der Herstellung von annähernd neunzig Filmen mit. In einigen wenigen Filmproduktionen trat er auch als Schauspieler in Nebenrollen auf oder war als Kameramann tätig.
Bei der Oscarverleihung 1986 war Kaplan erstmals für den Oscar für den besten Ton nominiert, und zwar zusammen mit Bill Varney, B. Tennyson Sebastian II und Robert Thirlwell für die Science-Fiction-Filmkomödie Zurück in die Zukunft (Back to the Future, 1985) von Robert Zemeckis mit Michael J. Fox, Christopher Lloyd und Lea Thompson in den Hauptrollen.
Bei der darauf folgenden Oscarverleihung 1987 waren er, Donald O. Mitchell, Kevin O’Connell und Rick Kline für den Oscar für den besten Ton in dem Actionfilm Top Gun – Sie fürchten weder Tod noch Teufel (Top Gun, 1986) von Tony Scott mit Tom Cruise, Kelly McGillis und Anthony Edwards.
1995 war Kaplan zusammen mit Randy Thom, Tom Johnson und Dennis S. Sands für den Oscar für den besten Ton in Forrest Gump (1994) nominiert, einer von Robert Zemeckis inszenierten Literaturverfilmung des gleichnamigen Romans von Winston Groom mit Tom Hanks, Robin Wright und Gary Sinise in den Hauptrollen. Zugleich gewannen Kaplan, Randy Thom, Tom Johnson sowie Dennis S. Sands für diesen Film 1995 den von der Cinema Audio Society vergebenen C.A.S. Award für herausragende Verdienste beim Ton.
Die nächste Oscar-Nominierung für den besten Ton erhielt er 1996 mit Kevin O’Connell, Rick Kline sowie Gregory H. Watkins für den Spielfilm Crimson Tide – In tiefster Gefahr (Crimson Tide, 1995) von Tony Scott mit Denzel Washington, Gene Hackman und George Dzundza. Ferner war Kaplan mit Kevin O’Connell, Rick Kline und Gregory H. Watkins für Crimson Tide für den C.A.S. Award für herausragende Verdienste beim Ton nominiert.
Bei der Oscarverleihung 1998 war Kaplan mit Randy Thom, Tom Johnson und Dennis S. Sands für den Ton in dem von Robert Zemeckis inszenierten Science-Fiction-Drame Contact (1997) mit Jodie Foster, Matthew McConaughey und James Woods für den Oscar nominiert. Für diesen Film erhielt er zudem mit Randy Thom, Tom Johnson sowie Dennis S. Sands auch eine weitere Nominierung für den C.A.S. Award für herausragende Verdienste beim Ton.

### 2000er Jahre
Eine weitere Oscar-Nominierung für den besten Ton erhielten er, Randy Thom, Tom Johnson und Dennis S. Sands Oscarverleihung 2001 für den ebenfalls unter der Regie von Robert Zemeckis entstandenen Spielfilm Cast Away – Verschollen (Cast Away, 2000), in dem Tom Hanks, Helen Hunt sowie Chris Noth die Hauptrollen spielten. Auch für Cast Away war Kaplan mit Randy Thom, Tom Johnson sowie Dennis S. Sands 2001 für einen weiteren C.A.S. Award für herausragende Verdienste beim Ton nominiert.
Zuletzt war Kaplan mit Randy Thom, Tom Johnson und Dennis S. Sands bei der Oscarverleihung 2005 für den Oscar für den besten Ton nominiert, und zwar für den computeranimierten Kinderfilm Der Polarexpress (The Polarexpress, 2004), bei dem erneut Rober Zemeckis die Regie führte, und in dem Tom Hanks ebenfalls als zuvor real verfilmte Person sowie als Synchronsprecher im englischsprachigen Original mitarbeitete.
2008 gewann er mit Sally Boldt und Lisa Jaime den Golden Reel Award der Motion Picture Sound Editors für den besten Ton in einem Musikfilm, und zwar für Hairspray (2007) von Adam Shankman mit Nikki Blonsky, John Travolta und Michelle Pfeiffer in den Hauptrollen. Gleichzeitig war er 2008 mit Gerard McCann und Jonathan Karp auch für den Golden Reel Award für den besten Ton in dem Western-Filmdrama Die Ermordung des Jesse James durch den Feigling Robert Ford (The Assassination of Jesse James by the Coward Robert Ford, 2007) von Andrew Dominik mit Brad Pitt, Casey Affleck und Zooey Deschanel nominiert.
2010 gewann Kaplan gemeinsam mit Mark P. Stoeckinger, Kevin O’Connell sowie Beau Borders den von der International Press Academy vergebenen Satellite Award für den besten Tonschnitt bei dem Thriller Unstoppable – Außer Kontrolle (2010) von Tony Scott sowie den Hauptdarstellern Denzel Washington, Chris Pine und Rosario Dawson.

## Auszeichnungen
- 1995: C.A.S. Award für herausragende Verdienste beim Ton
- 2008: Golden Reel Award für den besten Ton in einem Musikfilm
- 2010: Satellite Award für den besten Tonschnitt

## Filmografie (Auswahl)
- 1972: Prison Girls
- 1976: Vergewaltigt hinter Gittern (Alternativtitel: Gefangen in Jackson County, Jackson County Jail)
- 1978: The Evil
- 1981: Zwei wie Katz und Maus (Continental Divide)
- 1985: Zurück in die Zukunft (Back to the Future)
- 1986: Die Whoopee Boys (The Whoopee Boys)
- 1989: Zurück in die Zukunft II (Back to the Future Part II)
- 1994: Forrest Gump
- 1997: UFO’s Over Phoenix (Fernseh-Dokumentarfilm)
- 2000: Cast Away – Verschollen (Cast Away)
- 2003: Terminator 3 – Rebellion der Maschinen (Terminator 3: Rise of the Machines)
- 2008: House Bunny (The House Bunny)
- 2009: Avatar – Aufbruch nach Pandora (Avatar)
- 2012: Rock of Ages